# Пюрг, Хенрик
Хенрик Пюрг (эст. Henrik Pürg; 3 июня 1996, Таллин) — эстонский футболист, центральный защитник. Выступал за национальную сборную Эстонии.

## Биография

### Клубная карьера
Начинал заниматься футболом в таллинской команде «Коткас-Юниор». В 2008 году перешёл в другой столичный клуб — «Нымме Калью». С 2012 года выступал на взрослом уровне за резервную команду «Нымме Калью» в третьем и втором дивизионах. В основной команде клуба в высшем дивизионе дебютировал 7 июля 2014 года в матче против «Инфонета», выйдя на замену на 69-й минуте вместо Карла Мёёля. Первый гол в чемпионате Эстонии забил 13 сентября 2014 года, также в ворота «Инфонета». В ноябре 2014 года впервые подписал профессиональный контракт и стал первым воспитанником академии «Нымме Калью», подписавшим контракт со своим клубом. В составе «Нымме Калью» за четыре сезона сыграл в высшем дивизионе 71 матч и забил 4 гола. Принимал участие в матчах еврокубков.
В июле 2018 года перешёл в таллинскую «Флору». Чемпион Эстонии 2019, 2020, 2022, 2023 годов, серебряный призёр 2021 года, обладатель (2019/20) и финалист (2020/21) Кубка Эстонии, обладатель Суперкубка Эстонии 2020 и 2021 (не играл) годов. Провёл за «Флору» более 100 матчей в чемпионате страны, а также 23 матча и 1 гол в еврокубках. Лучший защитник чемпионата Эстонии 2022 года, лучший игрок месяца в чемпионате в августе 2022 года. В конце 2023 года завершил карьеру, в последнем сезоне лишь один раз символически вышел на замену в одном из последних матчей года на 92-й минуте.
Всего в высшем дивизионе Эстонии сыграл 187 матч и забил 21 гол.

### Карьера в сборной
Выступал за юношескую, молодёжную и олимпийскую сборные Эстонии.
В национальной сборной дебютировал 11 января 2019 года в товарищеском матче против Финляндии, отыграв все 90 минут.